# Vila (Maubisse)
Vila ist eine osttimoresische Aldeia im Suco Maubisse (Verwaltungsamt Maubisse, Gemeinde Ainaro). 2015 lebten in der Aldeia 599 Menschen.

## Geographie und Einrichtungen
Die Aldeia Vila liegt im Nordosten des Sucos Maubisse. Nordwestlich befindet sich die Aldeia Hautado, nordöstlich die Aldeia Ura-Hou und südlich die Aldeia Lequi-Tei. Vila bildet das Zentrum und den Süden der Stadt Maubisse. Hier befinden sich der Sitz des Sucos, der Markt und im Osten der ehemalige Sitz des portugiesischen Administrators aus der Kolonialzeit, der heute eine Pousada (Herberge) ist. Im Süden liegt der Große Friedhof von Maubisse (Cemiterio Bo'ot Maubisse). Die Eskola Verde (Leublora Green School) liegt im Westen der Aldeia. Sie ist eine Bildungseinrichtung für Umwelt und Sozialprojekte. An der Abzweigung der Straße zur Pousada von der Hauptstraße befinden sich das Denkmal für den lokalen Herrscher Evaristo de Sá Benevides, der von den japanischen Besatzern 1943 ermordet wurde. Daneben liegt ein Schrein (Gruta).
Die Überlandstraße, die durch die Aldeia führt, verbindet Maubisse mit der Landeshauptstadt Dili im Norden und der Gemeindehauptstadt Ainaro im Süden.

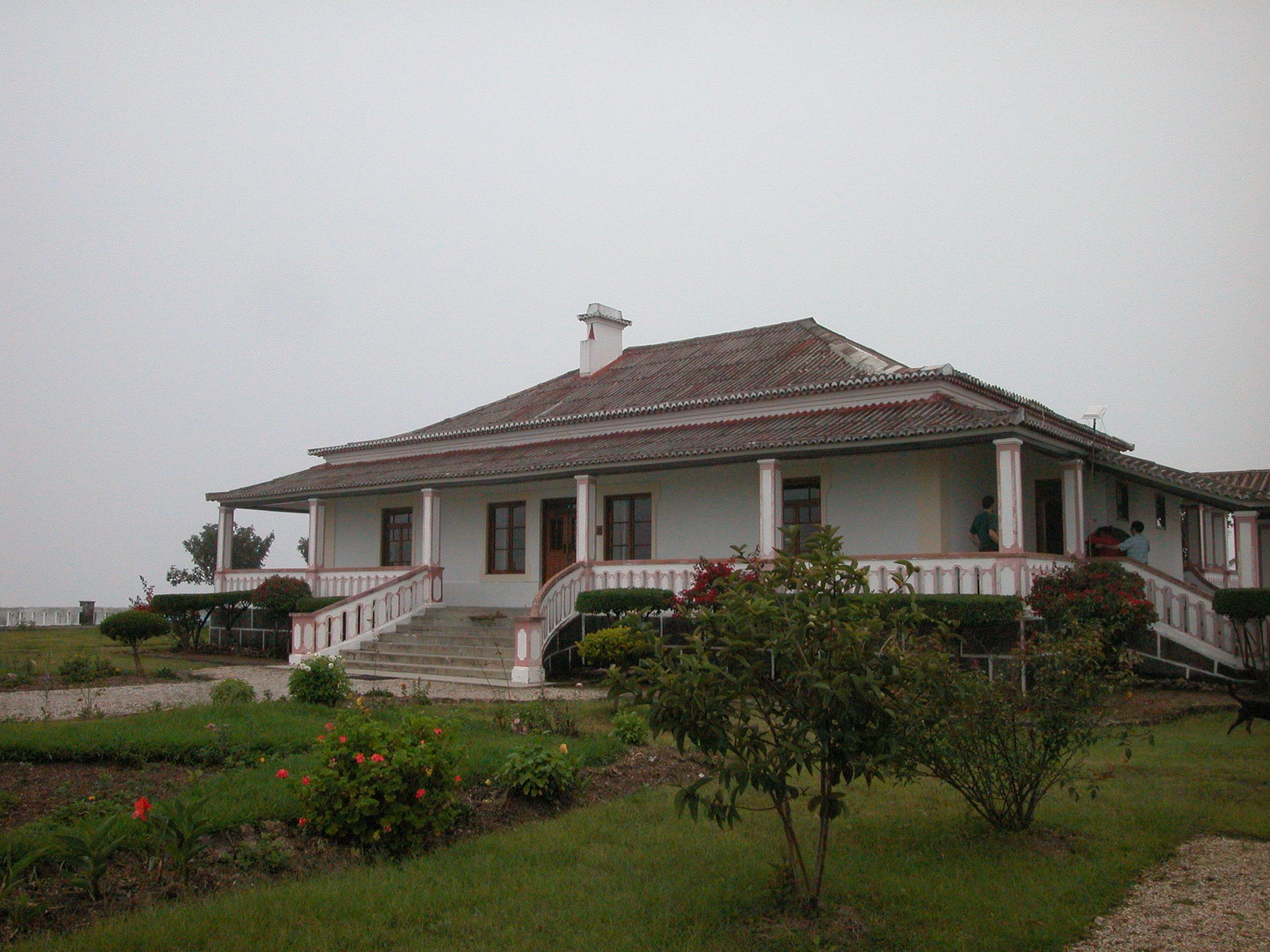
Die Pousada von Maubisse
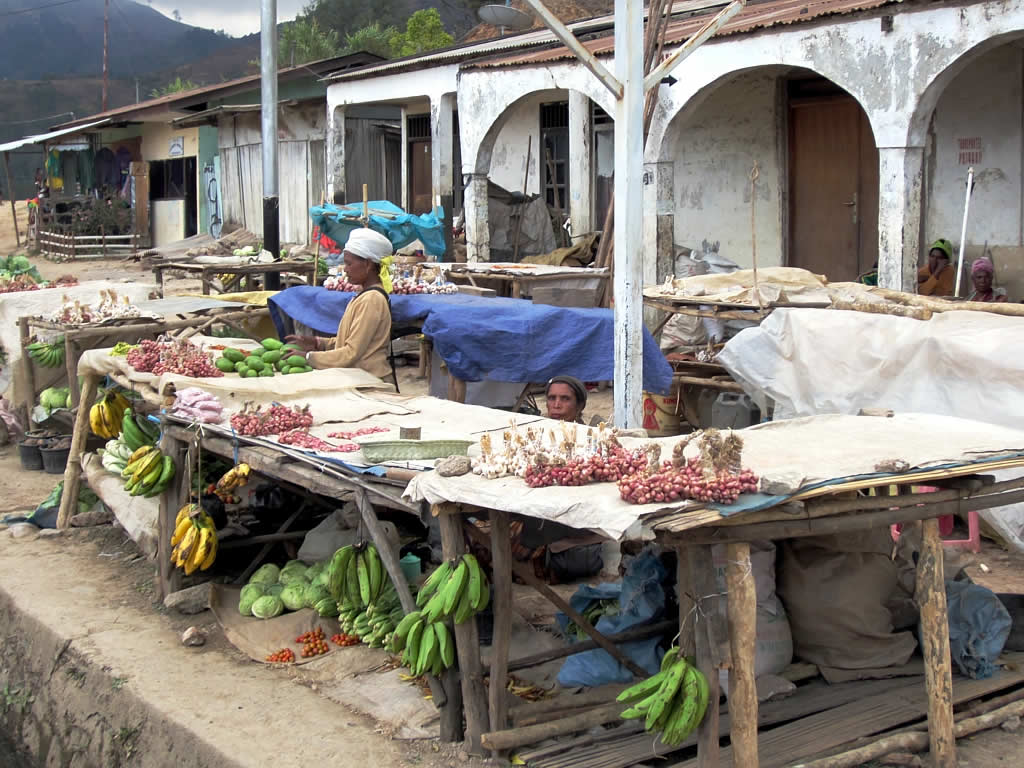
Der Markt (2011)
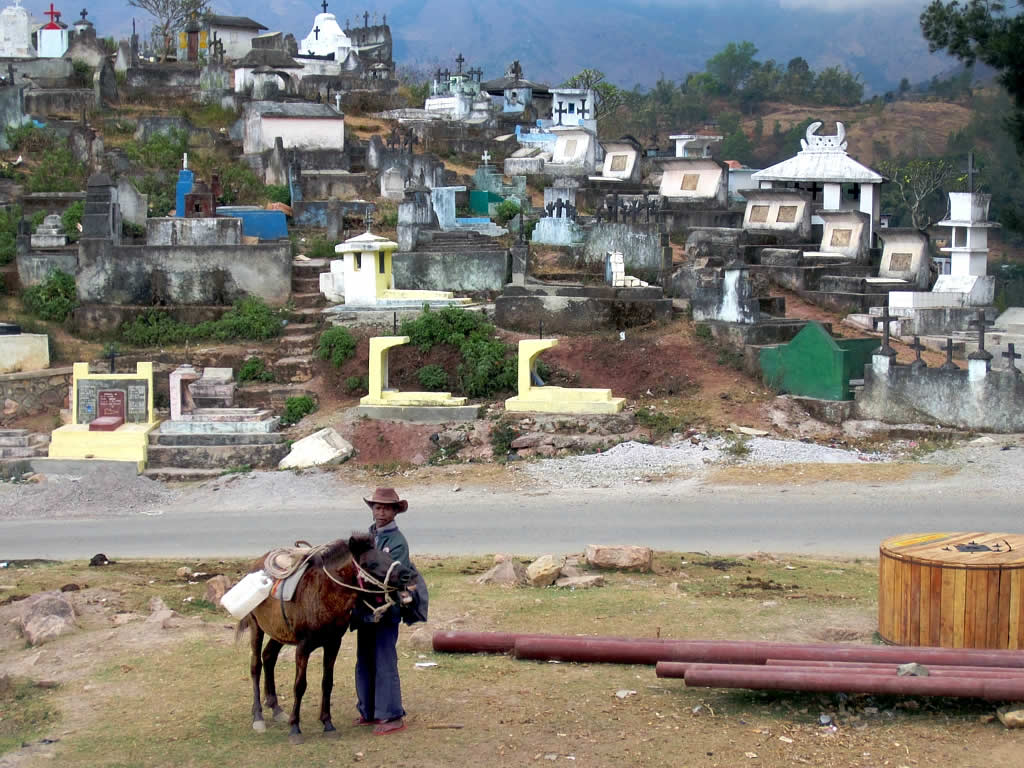
Der Große Friedhof
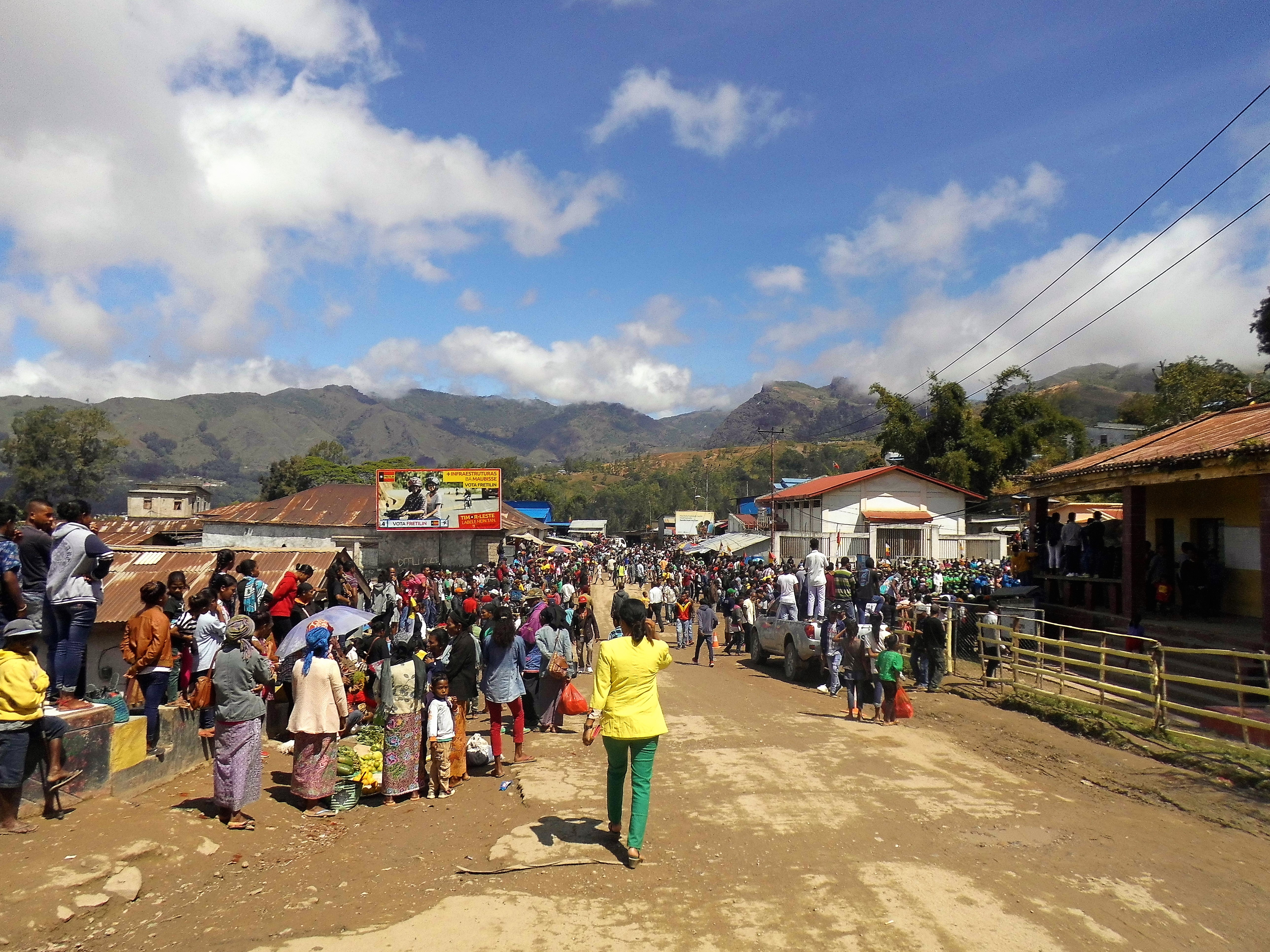
Beim Markt (2018)
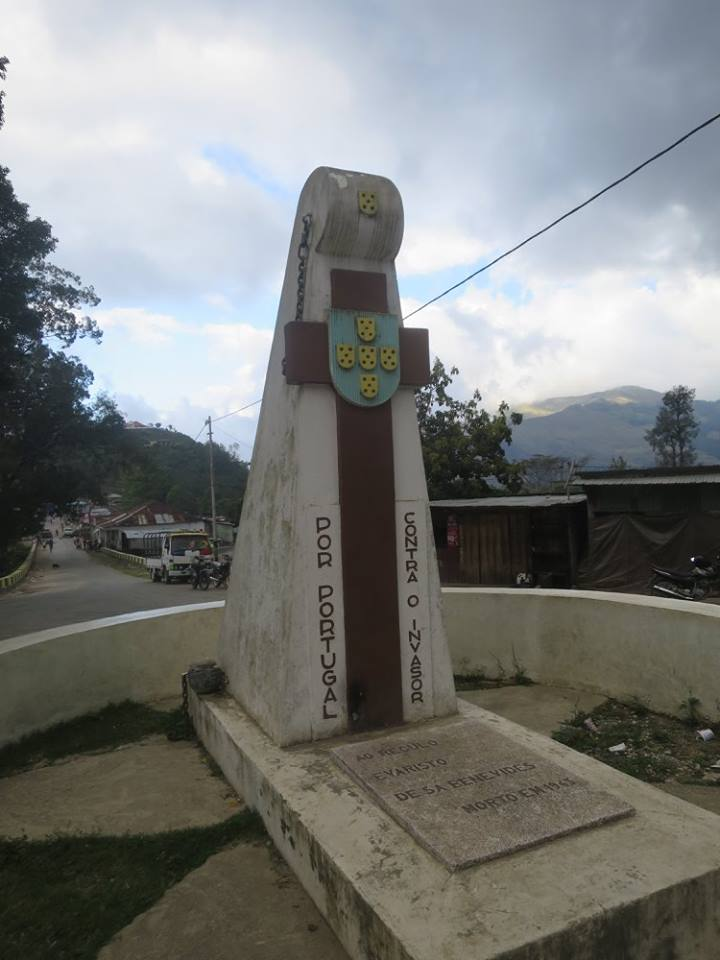
Denkmal
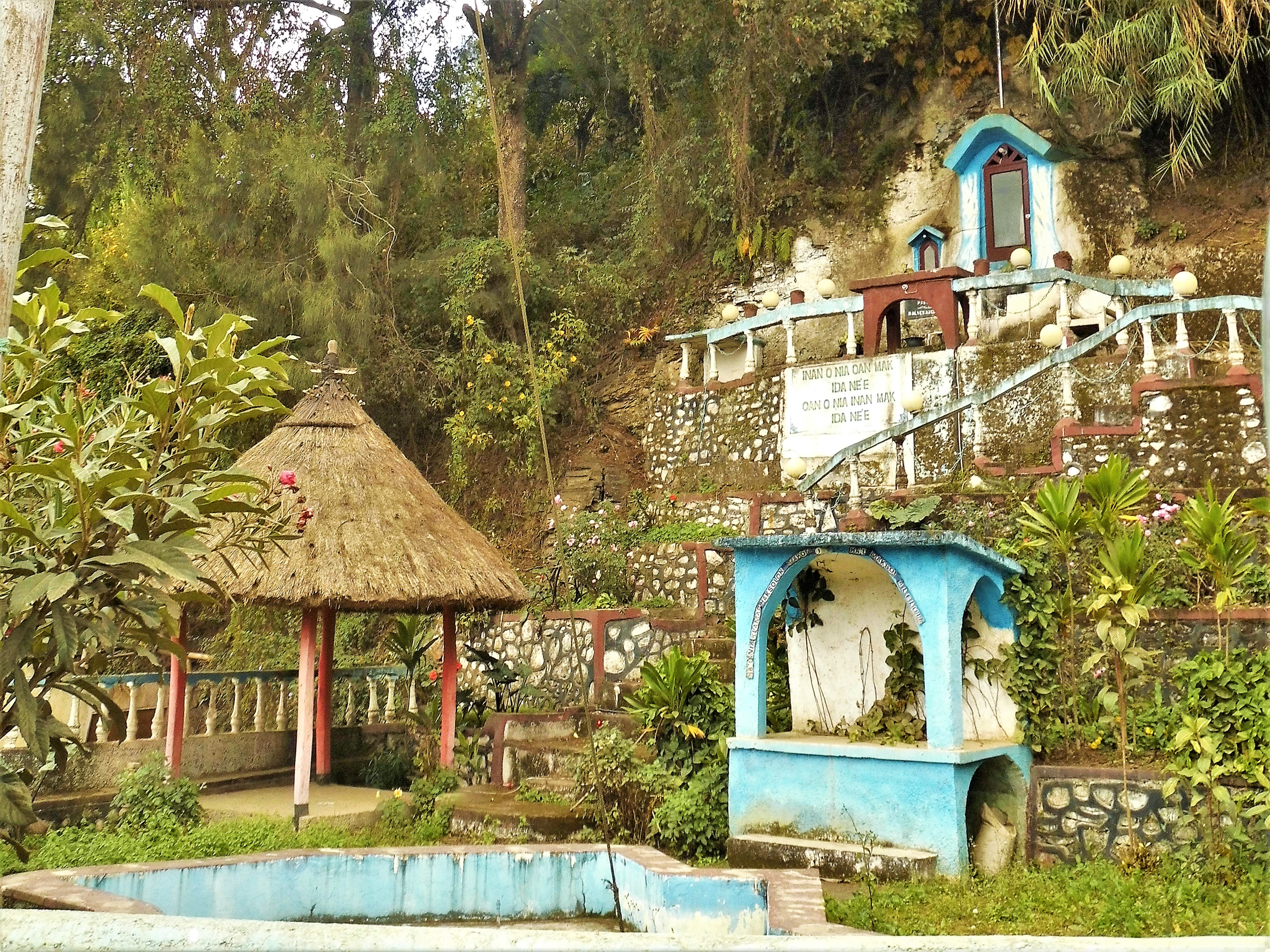
Gruta